# Fabio Roscioli
Fabio Roscioli (Grottammare, Marques, 18 de juliol de 1965) és un ciclista italià, ja retirat, que fou professional entre 1987 i 2001. En el seu palmarès destaquen una etapa del Tour de França de 1993 i una a la Volta a Espanya de 1999. També guanyà els Tres dies de La Panne de 1994.

## Palmarès
- 1984
  - 1r a la Targa Crocifisso
- 1986
  - 1r al Gran Premi San Giuseppe
- 1993
  - Vencedor d'una etapa del Tour de França
  - Vencedor d'una etapa del Mazda Tour
- 1994
  - 1r als Tres dies de La Panne
  - Vencedor d'una etapa de la Volta a Suïssa
- 1996
  - 1r a la Milà-Vignola
- 1997
  - 1r a la Hofbrau Cup
- 1999
  - Vencedor d'una etapa de la Volta a Espanya
  - Vencedor d'una etapa de la Volta a Astúries

### Resultats al Tour de França
- 1992. 90è de la classificació general
- 1993. 85è de la classificació general. Vencedor d'una etapa
- 1996. 98è de la classificació general
- 1998. 79è de la classificació general

### Resultats a la Volta a Espanya
- 1994. 55è de la classificació general
- 1997. 107è de la classificació general
- 1999. 78è de la classificació general. Vencedor d'una etapa
- 2000. 85è de la classificació general

### Resultats al Giro d'Itàlia
- 1987. 103è de la classificació general
- 1988. Fora de control (19a etapa)
- 1990. 61è de la classificació general
- 1991. 61è de la classificació general
- 1992. 95è de la classificació general
- 1993. 62è de la classificació general
- 1994. 56è de la classificació general
- 1997. 63è de la classificació general